# Hyperboréens
Pour les articles homonymes, voir Hyperboréens (homonymie).

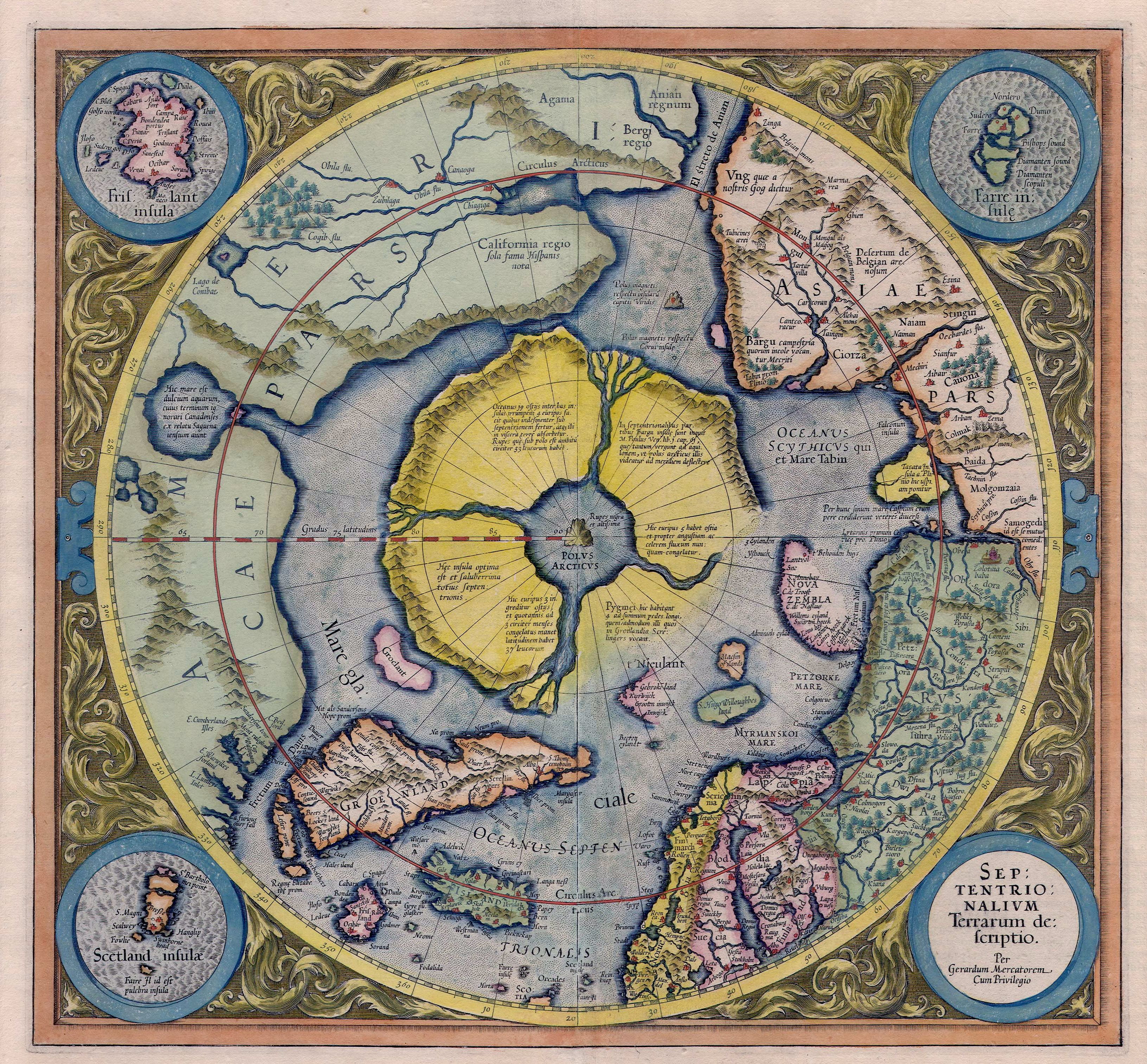
Le continent hyperboréen sur une carte de Gérard Mercator datant de 1595.

Les Hyperboréens (en grec ancien  Ὑπερβόρεοι / Hyperbóreoi) sont un peuple mythique de l'Antiquité. Au sens étymologique, ce sont ceux qui vivent « par-delà les souffles du froid Borée » (le vent du nord).
Les premières mentions des Hyperboréens se trouvent au VIIIe siècle av. J.-C. dans Les Épigones et chez Hésiode (fr. 150.21 [édition ?]). Alcée mentionne les cygnes sacrés qui transportèrent Apollon, après sa naissance, de Délos jusqu’au pays des Hyperboréens, et qui, au bout d’un an, le ramenèrent à Delphes. Les Grecs ont associé Hyperboréens et Borée. Mais il serait vain de vouloir localiser le pays des Hyperboréens, qui représentait pour les Grecs une sorte de paradis lointain et mal défini, le séjour des Bienheureux. Certains auteurs, comme Pausanias le Périégète, expliquent qu'ils sont en contact avec les Arimaspes, autre peuple légendaire. Vers 470 av. J.-C. un culte nouveau fut dédié au dieu Apollon Hyperborée, à Métaponte en Italie, comme le montrent une monnaie et le témoignage d'Hérodote.
Le premier à étudier les Hyperboréens est Johann Matthias Gesner, en 1759. En 1822, l'ouvrage majeur d'Antoine Fabre d'Olivet, Histoire philosophique du genre humain, est publiée. Elle comprend un chapitre où est étudiée la localisation de ce mystérieux continent. Vers 1890, le célèbre historien des religions Erwin Rohde remarque le lien entre les personnages d'Abaris et d'Aristée de Proconnèse d'un côté, les Hyperboréens de l'autre. Puis Karl Meuli, partant des relations entre Grecs et Scythes, et du personnage d'Abaris le Scythe, interprète comme du chamanisme le courant représenté par ces personnages assez magiques.
Helena Blavatsky les décrit, ainsi que le continent d'Hyperborée, dans La Doctrine Secrète.

## Les Hyperboréens dans la mythologie
Les Hyperboréens sont présentés, depuis Aristée de Proconnèse, vers -600, comme un peuple qui habite aux confins septentrionaux du monde habité. Leur terre, appelée Hyperborée, est comme parfaite, avec le soleil qui y brille constamment.

### Hérodote
De grandes quantités d'or se trouvent en Hyperborée, gardées par les griffons, selon le témoignage d’Hérodote, dans Enquête (vers les années 440 av. J.-C.) :

« Cette autre manière de raconter la chose est également reçue des Grecs et des barbares. Mais Aristée de Proconnèse, fils de Caystrobius, écrit dans son poème épique qu'inspiré par Phébus, il alla jusque chez les Issédons ; qu'au-dessus de ces peuples on trouve les Arimaspes, qui n'ont qu'un oeil ; qu'au delà sont les Gryphons, qui gardent l'or ; que plus loin encore demeurent les Hyperboréens, qui s'étendent vers la mer; que toutes ces nations, excepté les Hyperboréens, font continuellement la guerre à leurs voisins, à commencer par les Arimaspes ; que les Issédons ont été chassés de leur pays par les Arimaspes, les Scythes par les Issédons; et les Cimmériens, qui habitaient les côtes de la mer au midi, l'ont été par les Scythes. Ainsi Aristée ne s'accorde pas même avec les Scythes sur cette contrée. »lire en ligne

— Hérodote, trad. Pierre-Henri Larcher., Enquête, IV, 13
Puis :

« Les Déliens en parlent beaucoup plus amplement. Ils racontent que les offrandes des Hyperboréens leur venaient enveloppées dans de la paille de froment. Elles passaient chez les Scythes : transmises ensuite de peuple en peuple, elles étaient portées le plus loin possible vers l'occident, jusqu'à la mer Adriatique. De là, on les envoyait du côté du midi. Les Dodonéens étaient les premiers Grecs qui les recevaient. Elles descendaient de Dodone jusqu'au golfe Maliaque, d'où elles passaient en Eubée, et, de ville en ville, jusqu'à Caryste. De là, sans toucher à Andros, les Carystiens les portaient à Ténos, et les Téniens à Délos. Si l'on en croit les Déliens, ces offrandes parviennent de cette manière dans leur île. Ils ajoutent que, dans les premiers temps, les Hyperboréens envoyèrent ces offrandes par deux vierges, dont l'une, suivant eux, s'appelait Hypéroché, et l'autre Laodicé ; que, pour la sûreté de ces jeunes personnes, les Hyperboréens les firent accompagner par cinq de leurs citoyens, qu'on appelle actuellement Perphères, et à qui l'on rend de grands honneurs à Délos ; mais que, les Hyperboréens ne les voyant point revenir, et regardant comme une chose très fâcheuse leur arrivait de ne jamais revoir leurs députés, ils prirent le parti de porter sur leurs frontières leurs offrandes enveloppées dans de la paille de froment ; ils les remettaient ensuite à leurs voisins, les priant instamment de les accompagner jusqu'à une autre nation. Elles passent ainsi, disent les Déliens, de peuple en peuple, jusqu'à ce qu'enfin elles parviennent dans leur île. J'ai remarqué, parmi les femmes de Thrace et de Paeonie, un usage qui approche beaucoup de celui qu'observent les Hyperboréens relativement. à leurs offrandes. Elles ne sacrifient jamais à Diane la royale sans faire usage de paille de froment.
Les jeunes Déliens de l'un et de l'autre sexe se coupent les cheveux en l'honneur de ces vierges hyperboréennes qui moururent à Délos. Les filles leur rendent ce devoir avant leur mariage. Elles prennent une boucle de leurs cheveux, l'entortillent autour d'un fuseau, et ta mettent sur le monument de ces vierges, qui est dans le lieu consacré à Diane, à main gauche en entrant. On voit sur ce tombeau un olivier qui y est venu de lui-même. Les jeunes Déliens entortillent leurs cheveux autour d'une certaine herbe, et les mettent aussi sur le tombeau des Hyperboréennes. Tels sont les honneurs que les habitants de Délos rendent à ces vierges.
Les Déliens disent aussi que, dans le même siècle où ces députés vinrent à Délos ; deux autres vierges hyperboréennes, dont une s'appelait Argé, et l'autre Opis, y étaient déjà venues avant Hypéroché et Laodicé. Celles-ci apportaient à Ilithye le tribut qu'elles étaient chargées d'offrir pour le prompt et heureux accouchement des femmes de leur pays. Mais Argé et Opis étaient arrivées en la compagnie des dieux mêmes (Apollon et Diane). Aussi les Déliens leur rendent-ils d'autres honneurs. Leurs femmes quêtent pour elles, et célèbrent leurs noms dans un hymne qu'Olen de Lycie a composé en leur honneur.
Les Déliens disent encore qu'ils ont appris aux insulaires et aux Ioniens à célébrer et à nommer dans leurs hymnes Opis et Argé, et à faire la quête pour elles. C'est cet Olen qui, étant venu de Lycie à Délos, a composé le reste des anciens hymnes qui se chantent en cette île. Les mêmes Déliens ajoutent qu'après avoir fait brûler sur l'autel les cuisses des victimes, on en répand la cendre sur le tombeau d'Opis et d'Argé, et qu'on l'emploie toute à cet usage. Ce tombeau est derrière le temple de Diane, à l'est, et près de la salle où les Céiens font leurs festins.
En voilà assez sur les Hyperboréens. Je ne m'arrête pas en effet à ce qu'on conte d'Abaris, qui était, dit-on, Hyperboréen, et, qui, sans manger, voyagea par toute la terre, porté sur une flèche. Au reste, s'il y a des Hyperboréen, il doit y avoir aussi des Hypornotiens. Pour moi., je ne puis m'empêcher de rire quand je vois quelques gens, qui ont donné des descriptions de la circonférence de la terre, prétendre, sans se laisser guider par la raison, que la terre est ronde comme si elle eût été travaillée au tour, que l'Océan l'environne de toutes parts, et que l'Asie est égale à l'Europe. Mais je vais montrer en peu de mots la grandeur de chacune de ces deux parties du monde, et en décrire la figure. »lire en ligne

— Hérodote, trad. Pierre-Henri Larcher., Enquête, IV, 33 à 36
Pierre-Henri Larcher, dans les notes de sa traduction, fait remarquer que le poème les Épigones est très ancien, bien que, d'après toutes les apparences, Homère n'en soit pas l'auteur. Et, si les Hyperboréens désignent étymologiquement ce qui suit au delà de Borée, les Hypernotiens concernent ceux qui sont au delà du sud.

### Pindare
Pindare (Ve siècle av. J.-C.) fait une belle évocation des Hyperboréens et de leur pays dans plusieurs de ses odes. Dans ses Pythiques :

« Eh ! quel homme a pu jusqu'à ce jour se frayer par mer ou par terre la route merveilleuse qui conduit aux régions hyperborées. Le seul Persée y pénétra : admis dans les demeures de leurs habitants, il s'assit à leurs festins et prit part à ces magnifiques hécatombes d'onagres qu'ils immolent à Apollon. Ce dieu prend plaisir à leurs fêtes, à leurs acclamations de joie, et sourit en voyant ces animaux d'une taille prodigieuse bondir et se débattre sous le couteau sacré. »(lire en ligne)

— Pindare, traduction de Jean Aloys Perrault-Maynand, Pythiques, X
Dans ses Olympiques :

« Suivant l'antique usage établi par Héraclès, un citoyen d'Étolie [Oxyllus], juge intègre de nos combats, orne le front de l'athlète victorieux d'une couronne d'olivier verdoyant. Le fils d'Amphitryon apporta jadis cet arbre des sources ombragées de l'Ister, la douce persuasion le lui ayant fait obtenir des peuples hyperboréens, fidèles adorateurs d'Apollon, il voulut que ses rameaux fussent la récompense glorieuse de nos triomphes. »(lire en ligne)

— Pindare, traduction de Jean Aloys Perrault-Maynand, Olympiques, III
Jean Aloys Perrault-Maynand, dans une note de sa traduction de ce texte, souligne que les Grecs nommaient "Hyperboréens" tous les peuples septentrionaux par rapport à eux, tant de l'Europe que de l'Asie. Cela comprend la Scythie, la Tartarie européenne et asiatique, les monts Riphées, le pays des Abiens qu'Homère qualifie des plus justes des hommes, pays alors couverts de forêts. Il souligne aussi que Gérard Vossius établit savamment que la région qu'ils habitent doit être située dans l'occident méridional, par exemple en Portugal, où la douceur du climat favorise la culture de l'olivier. Cela n'a pas empêché Christian Gottlob Heyne d'accuser Pindare d'une grossière ignorance.  

### Callimaque de Cyrène
Callimaque de Cyrène a écrit plusieurs hymnes dans lesquels il mentionne les Hyperboréens :

« Jadis l'insolent Lygdamis menaça d'en piller les trésors. Du fond des climats hyperboréens, que la fille d'Inachus a rendus si célèbres, il traînait à sa suite ces fiers Hippimolges, qui égalaient en nombre les grains de sable de la mer. »lire en ligne

— Callimaque de Cyrène, trad. de Paul Goukowsky, Hymnes, V En l'honneur de Diane (Artémis)
Puis :

« Tu dis, et l'enfant suça tes mamelles. Dés lors tu fus nommée la plus sainte des îles, la nourrice d'Apollon. Jamais Bellone, jamais la mort, ni les coursiers de Mars n'ont approché de tes bords ; mais chaque année les nations t'envoient les prémices et la dîme de leurs fruits. Du couchant à l'aurore, du nord au midi, tous les peuples, jusqu'à ceux qui, les plus antiques de tous, habitent les climats hyperboréens, célèbrent des fêtes en ton honneur. Ceux-ci même sont les plus empressés à t'apporter leurs épis et leurs gerbes sacrées, présents nés dans un climat lointain et que les gardiens austères de l'urne fatidique reçoivent d'abord à Dodone pour les porter ensuite au séjour montueux et sacré des Méliens, qui, franchissant la mer, les transmettent aux Abantes, dans les plaines charmantes de Lélas, d'où le trajet est court jusqu'à toi, puisque les ports de l'Eubée sont voisins de tes côtes. Les filles de Borée, l'heureuse Hécaërge, Oupis et Loxo, suivies de jeunes hommes choisis sur toute leur nation, t'ont les premières apporté ces offrandes de la part des blonds Arimaspes. Ni les unes ni les autres n'ont revu leur patrie ; mais leur destin fut heureux, mais leur gloire ne meurt point, puisque les jeunes Déliennes (dans ces jours où l'hymen et ses chants effarouchent les vierges) consacrent à ces hôtes du Nord les prémices de leurs chevelures, et que les jeunes Déliens leur offrent le premier duvet que le rasoir moissonne sur leurs joues. »lire en ligne

— Callimaque de Cyrène, trad. de Paul Goukowsky, Hymnes, VI En l'honneur de Délos

### Diodore de Sicile
Selon Diodore de Sicile, dans sa Bibliothèque historique (Ier siècle av. J.-C.), Apollon passe son hiver aux côtés des Hyperboréens, sa mère, Léto, est d'ailleurs née en Hyperborée. Thésée et Persée sont censés avoir visité les Hyperboréens.

« Ceux qui ont écrit sur les anciens mythes [racontent que] dans les régions situées au-delà des Celtes, il y a dans l'Océan une île au moins aussi grande que la Sicile. Cette île est située au nord et habitée par les Hyperboréens, ainsi nommés parce qu'ils vivent au-delà de l'endroit d'où souffle le vent du nord ; l'île est à la fois fertile et productrice de toute sorte de cultures, et, comme elle jouit d'un climat exceptionnellement tempéré, elle produit deux récoltes par an. »lire en ligne

— Diodore de Sicile, trad. de Paul Goukowsky, Bibliothèque historique, II, 47
Hécatée d'Abdère, historien et philosophe sceptique, établit un lien entre les Hyperboréens et la Lune.

### Pline l'Ancien
Pline l'Ancien évoque ce peuple dans au livre IV de son Histoire naturelle :
« Derrière ces montagnes et au delà de l'Aquilon, une nation heureuse, si on en croit les récits, appelée les Hyperboréens, et où les hommes atteignent une grande vieillesse; des merveilles fabuleuses en sont racontées : on dit que là sont les gonds du monde et la dernière limite de la révolution des astres: le soleil y donne une lumière de six mois et un seul jour, et il se cache non, comme des ignorants l'ont dit, de l'équinoxe du printemps à celui de l'automne; mais il n'y a dans l'année qu'un lever au solstice d'été, qu'un coucher au solstice d'hiver. La contrée est bien exposée, d'une température heureuse, et exempte de tout souffle nuisible.
Les habitants ont pour demeures les forêts et les bois sacrés; le culte des dieux est célébré et par les individus et par le peuple; la discorde y est ignorée, ainsi que toute maladie. On n'y meurt que par satiété de la vie : après un repas, après des jouissances données aux dernières heures de la vieillesse, on saute dans la mer du haut d'un certain rocher; c'est pour eux le genre de sépulture le plus heureux. Quelques-uns les ont placés non en Europe, mais aux extrémités des rivages asiatiques, parce qu'on y trouve un peuple, les Attacores, qui n'en diffère guère par les habitudes et la position.
D'autres ont attribué aux Hyperboréens une situation intermédiaire entre l'un et l'autre soleil, là ou l'astre se couche pour les Antipodes et se lève pour nous, ce qui ne peut être, à cause de la vaste mer qui est entre deux. Les auteurs qui ne les admettent que là où le jour est de six mois disent qu'ils sèment le matin, moissonnent à midi, récoltent au coucher du soleil les productions des arbres, et pendant la nuit se cachent dans des cavernes. On ne peut guère douter de l'existence de cette nation, car trop d'écrivains rapportent qu'ils étaient dans l'usage d'envoyer les prémices des fruits dans l'île de Délos à Apollon, qu'ils honoraient particulièrement.
Les prémices étaient apportées par des vierges, respectées et accueillies hospitalièrement pendant quelques années par les nations intermédiaires; puis, des violences ayant été commises contre les messagères, les Hyperboréens se décidèrent à déposer ces offrandes sur la frontière des peuples limitrophes : ceux-ci les portaient à leurs voisins, et ainsi de suite jusqu'à Délos. Plus tard, cela même tomba en désuétude. La Sarmatie, la Scythie, la Tauride, et toute la région à partir du Borysthène, a de long 980.000 pas et de large 717.000, suivant Agrippa. Pour moi, je pense que, dans cette portion de la terre, les mesures sont incertaines ».

### Pseudo-Apollodore
Pseudo-Apollodore, dans sa Bibliothèque (IIe siècle), évoque brièvement Opis, une Nymphai Hyperboreioi (en) :

« Enfin Diane; le tua [ Orion ] à coups de flèches, soit qu'il l'eut défiée au disque, soit, comme d'autres le disent, qu'il eût violé Opis l'une des Vierges venues du pays des Hyperboréens. »(lire en ligne)

— Pseudo-Apollodore, traduction d'Étienne Clavier, Bibliothèque, Livre I, chapitre IV

### Pausanias le Périégète
Pausanias le Périégète, dans le premier livre de sa Description de la Grèce (IIe siècle), évoque les Hyperboréens :
« Prasiae (en) est un temple d'Apollon. Ici, disent-ils, sont envoyés les prémices des Hyperboréens, et on dit que les Hyperboréens les remettent aux Arimaspi, les Arimaspi aux Issedones, de ceux-ci les Scythes les apportent à Sinope, de là ils sont portés par les Grecs à Prasiae, et les Athéniens les emmènent à Délos. Les prémices sont cachées dans la paille de blé, et on ne les connaît pas. Il y a à Prasiae un monument à Erysichthon, qui mourut lors du voyage de retour de Délos, après la mission sacrée (theoria) là-bas. »

## Les Hyperboréens dans la philosophie, religion ou magie
On qualifie d'« hyperboréens » ou d'« apolliniens » un groupe de penseurs, de mages ou de chamans antérieurs à Socrate et même au premier des présocratiques, Thalès : Aristée de Proconnèse (vers 600 av. J.-C.), Épiménide de Crète (vers 595 av. J.-C.), Phérécyde de Syros (vers 550 av. J.-C.), Abaris le Scythe (vers 540 av. J.-C. ?), Hermotime de Clazomènes (vers 500 av. J.-C.). Les Grecs en faisaient une école qui anticipait le pythagorisme.
Pour Apollonios Dyscole (vers 130), « À Épiménide, Aristée, Hermotime, Abaris et Phérécyde a succédé Pythagore (…) qui ne voulut jamais renoncer à l'art de faiseur de miracles ». Nicomaque de Gérase (vers 180) a sa liste[Où ?] : « Marchant sur les traces de Pythagore, Empédocle d'Agrigente, Épiménide le Crétois et Abaris l'Hyperboréen accomplirent souvent des miracles semblables. » Clément d'Alexandrie met ensemble Pythagore, Abaris, Aristée, Épiménide, Zoroastre, Empédocle et Phormio. Pline l'Ancien groupe Hermotime, Aristée, Épiménide, Empédocle. Walter Burkert énumère comme « faiseurs de miracles » : Aristée, Abaris, Épiménide, Hermotime, Phormio, Léonymos, Stésichore, Empédocle, Zalmoxis.
Ces personnages sont à la fois des chamans et des penseurs ou même des philosophes. Le premier à noter l'aspect chamanique fut Karl Meuli, suivi par Alföldi et E. R. Dodds. Avec Abaris et Aristée, voici, dit Giorgio Colli, « le délire d'Apollon à l'ouvrage. L'extase apollinienne est un sortir hors de soi : l'âme abandonne le corps et, libérée, elle se transporte au dehors. Cela est attesté par Aristée, et on dit de son âme qu'elle volait. À Abaris, en revanche, on attribue la flèche, symbole transparent d'Apollon, et Platon fait allusion à ses sortilèges. Il est permis de conjecturer qu'ils ont réellement vécu. (…) Ce que relate Hérodote à propos de la transformation d'Aristée en corbeau est aussi digne d'intérêt : le vol est un symbole apollinien. (…) D'autres renseignements sur Épiménide en donnent une représentation chamanique qui est à mettre en relation avec Apollon Hyperborée. Dans ce cadre prennent place sa vie ascétique, sa diète végétarienne, voire son fabuleux détachement vis-à-vis de la nécessité de se nourrir. (…) C'est, en effet, chez Épiménide que l'on peut saisir pour la première fois les deux aspects de la sagesse individuelle archaïque de source apollinienne : l'extase divinatoire et l'interprétation directe de la parole oraculaire du dieu. Le premier aspect est déjà repérable chez Abaris et Aristée. (…) Phérécyde de Syros se présente à première vue comme un personnage apollinien. En effet, de Phérécyde est attestée l'excellence dans la divination, et Aristote lui-même lui attribue une pratique miraculeuse de la magie, qualité récurrente dans le chamanisme hyperboréen. » Aristote classe Phérécyde de Syros et quelques autres comme proches des Mages. Phormio, blessé dans une bataille, fut guéri en allant - sans doute par un voyage chamanique, une transe - à Sparte, chez les Dioscures Castor et Pollux, souvent liés à Apollon et immortels.
Selon Élien, vers 530 av. J.-C., « les habitants de Crotone ont appelé Pythagore Apollon Hyperboréen. » « Et voici un des enseignements oraux : “Qui es-tu, Pythagore ?” Ils [les Pythagoriciens] disent, en effet, qu'il était Apollon Hyperboréen. Ils en donnent la preuve suivante : Pythagore, en se relevant au cours des jeux, laissa voir sa cuisse d'or ; et aussi qu'il régalait Abaris l'Hyperboréen, et qu'il lui ravit la flèche, par laquelle il était guidé ». La cuisse d'or serait peut-être, selon Jean-François Mattéi, une allusion au disque ailé d'Atoum-Râ, en feuilles d'or, appliqué sur sa cuisse par les prêtres égyptiens de Thèbes d'Égypte.
Empédocle (vers 460 av. J.-C.) pouvait, dit-on, « retenir le vent », détourner la peste, délivrer les terres de la stérilité, guérir par la musique ; il était végétarien comme Pythagore. Ce sont autant de pouvoirs magiques de type hyperboréen.
Dans L'Antéchrist, Nietzsche mentionne les Hyperboréens, symboles de la richesse et du bonheur, dépassant les contradictions de l'humanité, ses pseudo-valeurs et sa décadence : « Regardons-nous en face. Nous sommes des hyperboréens, — nous savons assez combien nous vivons à l’écart. “Ni par terre, ni par mer, tu ne trouveras le chemin qui mène chez les Hyperboréens” : Pindare l’a déjà dit de nous. Par delà le Nord, les glaces et la mort — notre vie, notre bonheur… Nous avons découvert le bonheur, nous en savons le chemin, nous avons trouvé l’issue à travers des milliers d’années de labyrinthe. Qui donc d’autre l’aurait trouvé ? — L’homme moderne peut-être ? — « Je ne sais ni entrer ni sortir ; je suis tout ce qui ne sait ni entrer ni sortir » — soupire l’homme moderne… Nous sommes malades de cette modernité. »

## Les Hyperboréens dans la Doctrine secrète
Helena Blavatsky, fondatrice de la Société théosophique en 1875, a tracé en 1888 une histoire occulte de l'Humanité, qui n'a rien à voir avec l'évolution tracée par l'archéologie. Elle décrit dans la Doctrine secrète l'évolution de sept races-racines sur différentes parties du globe. La deuxième serait les Hyperboréens :

« I. On propose donc de donner au premier continent, ou plutôt à la première terre ferme sur laquelle la Première Race fut évoluée par les divins Progéniteurs, le nom de : Terre Sacrée Impérissable. C'est le berceau du premier homme. (…)
II. Le continent Hyperborée. Tel sera le nom choisi pour le second Continent, la terre qui étendait ses promontoires au sud et à l'ouest du Pôle Nord, pour recevoir la Seconde Race qui englobait tout ce qu'on appelle aujourd'hui l'Asie du Nord. C'est le nom que les plus anciens Grecs donnaient à cette région lointaine et mystérieuse, où, suivant leur tradition, Apollon l'Hyperboréen se rendait tous les ans. Astronomiquement, Apollon est, cela va sans dire, le Soleil qui, abandonnant ses sanctuaires Hellènes, se plaisait à visiter annuellement son lointain pays, où l'on dit que le soleil ne se couche jamais pendant la moitié de l'année. (…)
C'était un continent réel, une terre bona fide [de bonne foi, honnête], qui ne connaissait pas l'hiver à cette époque primitive (…). Le point capital pour nous ne réside pas dans l'accord ou le désaccord des Naturalistes au sujet de la durée des périodes géologiques, mais dans le fait qu'ils sont, par extraordinaire, en parfait accord sur un point qui est de très grande importance. Ils déclarent tous que, durant le Miocène – que ce soit il y a un million ou dix millions d'années – le Groenland et même le Spitzberg, c'est-à-dire ce qui reste de notre second continent ou continent Hyperboréen, "jouissait d'un climat presque tropical". Or, les Grecs pré-Homériques avaient conservé la tradition très vivace de cette "Terre du Soleil Eternel", où leur Apollon se rendait annuellement. (…)
Une question bien naturelle surgit alors. Si les Grecs de l'époque d'Homère avaient connaissance d'une contrée Hyperboréenne, c'est-à-dire d'une terre bénie hors de l'atteinte de Borée, le Dieu de l'hiver et de l'ouragan ; région idéale que les Grecs des générations suivantes et leurs écrivains ont vainement essayé de localiser au-delà de la Scythie ; contrée où les nuits étaient courtes et les journées longues, et au-delà de laquelle se trouvait un pays où le soleil ne se couchait jamais et où le palmier croissait librement, s'ils savaient cela, dis-je, qui donc le leur avait dit ? A leur époque et bien des siècles auparavant, le Groenland devait certainement être déjà couvert de neiges et de glaces éternelles comme il l'est maintenant. Tout tend à prouver que la contrée aux nuits courtes et aux longues journées était la Norvège ou Scandinavie, au-delà de laquelle se trouvait le pays béni de la lumière et de l'été perpétuels. Pour que les Grecs aient su cela, il faut que la tradition leur ait été transmise par un peuple plus ancien qu'eux, qui connaissait ces détails climatériques, dont les Grecs eux-mêmes ne pouvaient rien savoir.
III. La Lémurie.
IV. L'Atlantide.
V. L'Europe. (…) La Doctrine secrète assigne une durée de quatre à cinq millions d'années à la période qui s'est écoulée entre les débuts de l'évolution finale de la Quatrième Race-Mère, sur les continents Lémuro-Atlantéens, une durée d'un million d'années à la Cinquième Race ou Race Aryenne, jusqu'à nos jours, et une durée d'environ 850 000 ans depuis la submersion de la dernière vaste péninsule de la grande Atlantide. »

Annie Besant, qui succéda à Helena Blavatsky, développe, en refusant de donner des dates :

« Pendant la durée de cette race [la deuxième] se forma le 2e continent, appelé le continent Hyperboréen ou Plaska ; il occupait le nord de l'Asie, joignant le Groenland au Kamtchatka, il était limité au sud par la mer qui roulait alors sous ses eaux les sables du désert de Gobi. Il comprenait le Spitzberg, une partie de la Suède, de la Norvège et des îles Britanniques. Climat tropical, une végétation luxuriante couvrait les plaines ensoleillées. »

## Hyperborée dans les œuvres de fiction
Le cycle de Conan le barbare (1932), de Robert E. Howard présente l'Hyperborée comme une terre lointaine nordique, habitée par des barbares aux cheveux blonds, au nord et à l'est de la Cimmérie natale de Conan.
Inspiré par Howard, Lovecraft a utilisé ce nom dans sa mythologie pour sa version de l'Atlantide.
Le Cycle hyperboréen (en) est le nom d'un recueil de nouvelles de l'écrivain Clark Ashton Smith, publiées entre 1931 et 1958.
L'écrivain serbe Miloš Crnjanski publie en 1966 le roman Chez les Hyperboréens.
« Hyperborée » est le titre du troisième chapitre du roman de Michel Tournier Le Roi des Aulnes (1970).
Dans le film Sinbad et l'Œil du tigre, le héros et ses compagnons se rendent en Hyperborée, pour aider le jeune prince héritier de Bagdad qui a été transformé en singe par une malédiction.
Dans Némédia, le jeu de rôle chimérique celtique, l'Hyperborée est la terre lointaine des démons Formoirés. C'est un royaume à mi-chemin entre la terre des humains et le sidhe où résident les dieux Tuatha Dé Danann.
Dans le jeu vidéo d'aventure Indiana Jones and the Fate of Atlantis, de LucasArts, l'archéologue Dr. Bjorn Heimdall dit au joueur qu'il croit que l'Hyperborée était l'Islande. Plus tard, il révèle que l'Islande était une colonie de l'Atlantide.
Dans le jeu vidéo Rome Total War, Hyperborea est une communauté rebelle, habitée par des guerrières amazones, près des actuels pays baltes. La contrée est entourée de denses forêts infranchissables et n'est accessible que par une trouée.
Il est également question des Hyperboréens dans la bande dessinée de la série Bob Morane : Opération Chevalier noir, de Henri Vernes et William Vance. Dans cet épisode, les deux héros tentent de venir en aide à une civilisation en voie de disparition et très évoluée technologiquement : les Hyperboréens. Pareillement, la bande dessinée Hellboy et son spin-off B.P.R.D font souvent allusion à l'Hyperborée dans sa genèse et son déroulement, comme la base de notre monde et l'origine de nombre des protagonistes fantastiques.
Dans la bande dessinée Donjon Parade, les guerriers invincibles au centre de l'histoire du tome 5 portent le nom d'Hyperboréens.
Dans le roman Percy Jackson et le Dernier Olympien, de Rick Riordan, les Hyperboréens combattent les Sangs-Mêlés dans l'armée du Titan Cronos lors de la bataille de Manhattan.
La bande dessinée Hyperborea, l'ire des dieux, d'Abdelkader Lhakkouri et Carlos Valdeira, met également en scène les habitants de l'Hyperborée, des êtres semi-divins, partagés quant à leur place sur Terre.
La bande dessinée Adrastée de Mathieu Bablet raconte l'histoire d'un ancien roi hyperboréen, qui après avoir passé 1000 années sur son trône à méditer sur sa condition d'immortel, part en quête de réponses vers le mont Olympe.

### Sources sur les Hyperboréens en mythologie
- Pseudo-Apollodore, Bibliothèque [détail des éditions] [lire en ligne] (I, 4, 4 ; II, 5).
- Diodore de Sicile, Bibliothèque historique [détail des éditions] [lire en ligne] (XLVII).
- Hérodote, Histoires [détail des éditions] [lire en ligne] (IV, 13 et 32–36).
- Pausanias, Description de la Grèce [détail des éditions] [lire en ligne] (I, 4, 4 ; I, 31 ; V, 7 ; X, 5).
- Antoine Diogène, Les merveilles d'au-delà de Thulé [lire en ligne].
- Jamblique, Vie de Pythagore, § 138.
- Athénée, Deipnosophistes [détail des éditions] (lire en ligne), 605 c.

### Fragments grecs
- G. Colli, La sagesse grecque (1977-1978), t. 1, 1990 : Dionysos, Apollon, Éleusis, Orphée, Musée, Hyperboréens, Énigme, L'Éclat, p. 321-337 (Aristée) et t. 2, 1991, : Épiménide, Phérécyde, Thalès, Anaximandre, Onomacrite, p. 44-103.
- sur Aristée : James D. BOLTON, Aristeas of Proconnesus, Oxford, Oxford university press [Clarendon press], 1962, recueil des fragments et témoignages textes grecs et latins, p. 207-214.

### Études
- James D. Bolton, Aristeas of Proconnesus, Oxford, Oxford university press [Clarendon press], 1962, p. 1-38.
- Walter Burkert, Lore and Science in Ancient Pythagoreanism (1962, en all.), trad., Cambridge (Mass.), Harvard University Press, 1972.
- Magali Cazottes, L'Hyperborée, son mythe, ses origines et son mystère, éd. Le Temps Présent, 2014.
- Giorgio Colli, La sagesse grecque (1977), t. 1 : Dionysos, Apollon, Éleusis, Orphée, Musée, Hyperboréens, Énigme, L'Éclat, 1990, p. 45-47, 322-337 (textes), 427-428 (commentaire).
- Eric Robertson Dodds, Les Grecs et l'irrationnel (1951), trad. (1965), Flammarion, coll. « Champs ».
- Mircea Eliade, Le chamanisme et les techniques archaïques de l'extase (1968), Payot, 1974, p. 305-310.
- Denis Huisman (dir.), Dictionnaires des philosophes, PUF, 2e éd., t. 1, p. 1432-1433.
- Michaël Martin, Les Chamans grecs, 2004 [lire en ligne].
- J. Ramin, Mythologie et géographie, Paris, Les Belles Lettres, 1979, p. 55-71.
- Pierre A. Riffard, L'ésotérisme, Robert Laffont, coll. « Bouquins », 1990, p. 423-427.
- Erwin Rohde, Psyché. Le culte de l'âme chez les Grecs et leur croyance en l'immortalité. Psyche. Seelencult und Unsterblichkeitsglaube der Grieschen (2e éd. 1897), trad., Payot, 1953, p. 337 sq.